# Skydrol (fluido hidráulico)
Skydrol é uma marca de fluido hidráulico resistente ao fogo, usado em aplicações de aviação civil e militar e aeroespacial. É um fluido à base de éster de fosfato conhecido por sua excelente resistência ao fogo e capacidade de resistir a condições extremas de temperatura e pressão. É fabricado pela Solutia (agora parte da Eastman Chemical Company) e anteriormente fabricado pela Monsanto. Existem várias linhas de Skydrol, incluindo Skydrol 7000 (obsoleto) Skydrol 500B-4, Skydrol LD-4 (tipo mais conhecido) e Skydrol 5.
O Skydrol é feito de uma base de éster de fosfato resistente ao fogo, com vários aditivos de óleo dissolvidos nele para inibir a corrosão e evitar danos por erosão em tubulações, atuadores hidráulicos e servoválvulas. Também inclui um corante roxo ou verde para facilitar sua identificação. Foi aprovado pela maioria dos fabricantes de estruturas de aeronaves, incluindo Airbus, Boeing e BAE Systems, e é usado em seus produtos há mais de 40 anos.